# NGC 2537
NGC 2537 (другие обозначения — UGC 4274, KUG 0809+461, MCG 8-15-50, ZWG 236.35, MK 86, KARA 235, VV 138, Arp 6, PGC 23040) — галактика в созвездии Рыси, относящаяся к  магеллановым спиральным галактикам.
Это одна из крупнейших галактик с единственным спиральным рукавом. 
Этот объект входит в число перечисленных в оригинальной редакции «Нового общего каталога», а также включён в атлас пекулярных галактик.